# 提加阿 (所羅門群島)
提加阿是索羅門群島中的拉納爾島上的一個村莊。提加阿是拉納爾和貝羅那省的首府。它位於海拔約12至20公尺處。 

## 機場
廷戈阿機場位於提加阿。

## 人口
根據所羅門群島政府於2013年所做的人口調查數據顯示，居住於提加阿的總人口數為613人。